# Cardwell (Montana)
Cardwell és una concentració de població designada pel cens dels Estats Units a l'estat de Montana. Segons el cens del 2000 tenia 40 habitants.

## Demografia
Segons el cens del 2000, Cardwell tenia 40 habitants, 19 habitatges, i 9 famílies. La densitat de població era de 6,8 habitants per km².
Dels 19 habitatges en un 10,5% hi vivien nens de menys de 18 anys, en un 42,1% hi vivien parelles casades, en un 5,3% dones solteres, i en un 52,6% no eren unitats familiars. En el 42,1% dels habitatges hi vivien persones soles el 15,8% de les quals corresponia a persones de 65 anys o més que vivien soles. El nombre mitjà de persones vivint en cada habitatge era de 2,11 i el nombre mitjà de persones que vivien en cada família era de 2,67.
Per edats la població es repartia de la següent manera: un 22,5% tenia menys de 18 anys, un 2,5% entre 18 i 24, un 27,5% entre 25 i 44, un 32,5% de 45 a 60 i un 15% 65 anys o més.
L'edat mediana era de 44 anys. Per cada 100 dones de 18 o més anys hi havia 106,7 homes.
La renda mediana per habitatge era de 21.250 $ i la renda mediana per família de 23.750 $. Els homes tenien una renda mediana de 23.750 $ mentre que les dones 0 $. La renda per capita de la població era de 9.716 $. Cap de les famílies i el 9,7% de la població estaven per davall del llindar de pobresa.

## Poblacions més properes
El següent diagrama mostra les poblacions més properes.